# Snakes on a Train
Snakes on a Train är en amerikansk b-film från filmbolaget The Asylum i genrarna thriller, action-, skräckfilm. Den ska ej förväxlas med den betydligt mer välkända filmen Snakes on a plane.